# Minorka

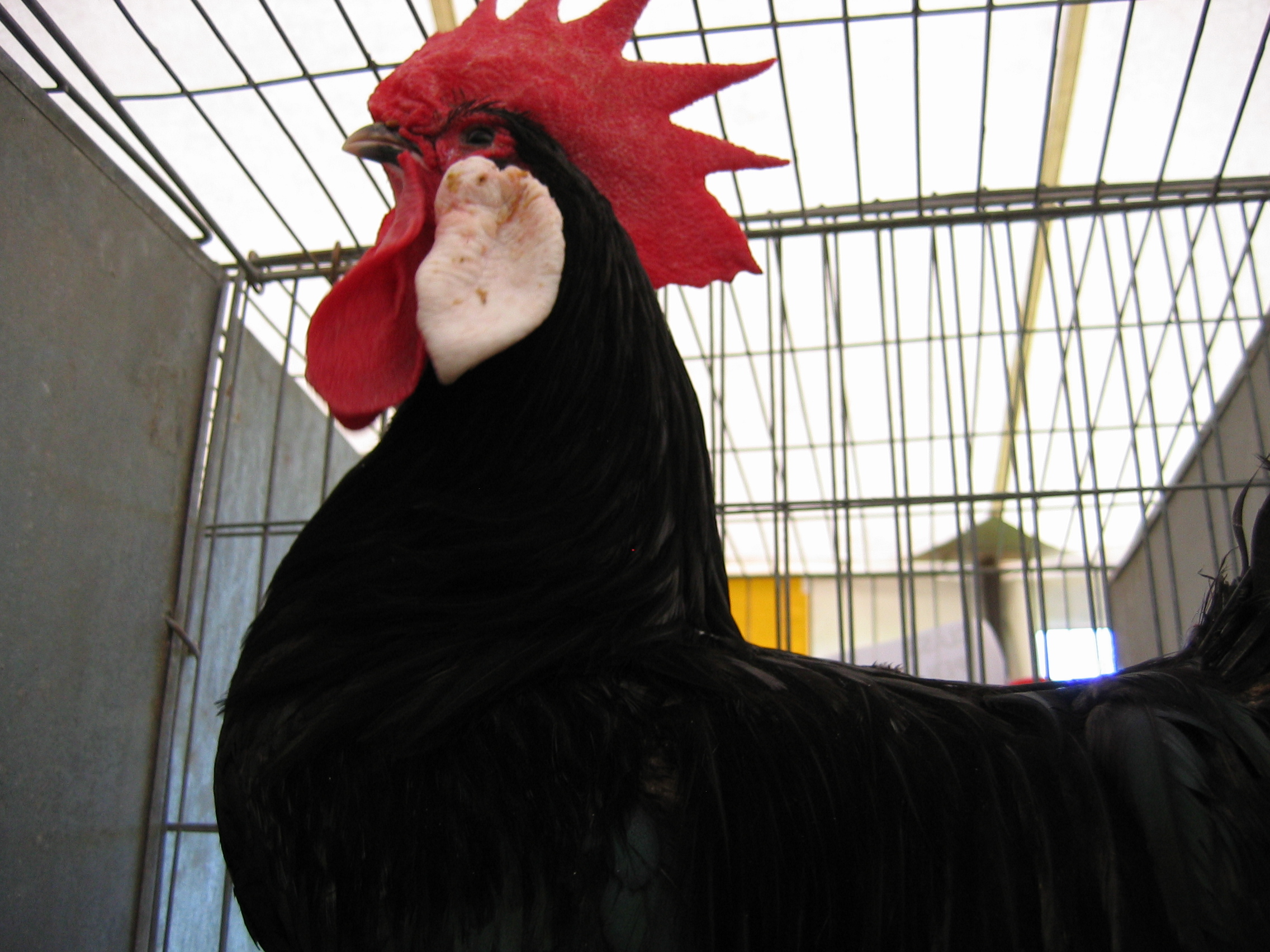
Kakas

A Minorka spanyol eredetű tyúkfajta.

## Fajtatörténet
Spanyol tanyasi tyúkfajtákból tenyésztették ki fajtatiszta tyúkká. 1870-es években került először Angliába, majd Németországba. 

## Fajtabélyegek, színváltozatok
Háta hosszú és széles, mély. Farktollazata telt, zárt, enyhén emelten tartott, széles és hosszú tollakból áll. Melltájéka széles, telt, jól lekerekített. Szárnya hosszú, testhez simuló. Feje nagy és hosszú. Arca sima, toll vagy szőr nélküli, piros. Szemek nagyon, fénylőek, sötétbarna vagy feketék. Csőr erős, enyhén görbült. Taraja egyszerű fűrészes, jól fejlett, kb. 5 fogazatból áll, élénk piros. Füllebenye meglehetősen nagy, vastag, kissé hosszúkás formájú és egyöntetűen fehér! Toroklebenye nagy, lekerekített, ráncok nélküli. Nyaka hosszú, kissé hátra hajlított. Combok erősek. Csüd finom csontozatú, sima.  
Színváltozatok: Fekete, fehér, rózsatarajú. 

## Tulajdonságok
Korán ivarérett, erős felépítésű fajta. Fajta szembetűnő bélyegei a fejen látszanak leginkább (füllebeny). Jó húshasznosítású potenciállal rendelkezik. 
| Általános tulajdonságok: | Általános tulajdonságok:      |
| ------------------------ | ----------------------------- |
| Súlya                    | kakas 2,5-3 kg, tojó 2,5-3 kg |
| Gyűrűmérete              | kakas 20, tojó 18             |
| Tenyésztojás tömege      | 60 g                          |
| Tojáshéj színe           | fehér                         |
| Éves tojáshozama         | 170 db                        |